# Taszka (zbroja)

Taszka

Taszka – część zbroi płytowej w formie niewielkiej metalowej płyty chroniącej górną część uda. Taszki stosowano w parach (po jednej dla każdej nogi), przypinając je do dolnej części fartucha (mocowanego z kolei do kirysu). 